# Lachnum papyraceum
Lachnum papyraceum är en svampart som beskrevs av P. Karst. 1871. Lachnum papyraceum ingår i släktet Lachnum och familjen Hyaloscyphaceae.  Arten är reproducerande i Sverige. Inga underarter finns listade i Catalogue of Life.